# Dreka
Dreka (furlansko Drencje, italijansko Drenchia) je občina v vzhodnem delu Furlanije na slovensko-italijanski meji. Občina šteje 141 prebivalcev; ob popisu 1971 se jih je 57,3 % opredelilo kot Slovenci.

## Seznam naselij v občini
Občino sestavljajo naslednji zaselki in vasi (v oklepaju z italijanskim poimenovanjem), od katerih so nekatere že skoraj prazne :
- Brieg (Clabuzzaro),
- Cuoder (Zuodar),
- Dolenja Dreka (Drenchia inferiore),
- Dubenije (Obenetto),
- Gorenja Dreka (Drenchia Superiore),
- Kraj (Crai),
- Kras (Cras) (sedež občine),
- Laze (Lase),
- Malinske (Malinsche),
- Obranke (Obranche),
- Ocnebardo (Oznebrida),
- Pačuh (Paciuch),
- Peternel (Peternel),
- Praponca (Prapotnizza),
- Svet Štuoblank (San Volfango),
- Trinko (Trinco),
- Trušnje (Trusgne),
- Zavart (Zavart),

## Geografija
Občina Dreka je raztresena na pobočjih gore Kolovrata in dolini potoka Reka-Kozica/Kosca, ki tukaj izvira. Občina se razprostira na skrajnem vzhodnem robu Videmske pokrajine, na meji s Soško dolino in Slovenijo. Zaselki se skoraj vsi nahajajo na južnih pobočjih verige Kolovrata in so obrnjeni na visoko dolino Kozice/Kosce, le dve vasi, Pačuh in Peternel najdemo na bregovih potoka Kozice. Najvišje ležeče naselje je Kraj na 893 m nad morjem, najnižje pa je Peternel, ki se nahaja na 306 m. Greben gore Kolovrat (1243 m nadmorske višine), ki ga sestavlja niz grebenov dolg štiri kilometre od potoka Za Velin Čelan do reke Idrija, ki predstavlja mejo med Italijo in Slovenijo.  Na južnem delu verige se nahaja sedlo Solarie, ki povezuje dolino Kozice/Kosce s slovensko vasjo Volče in naprej z dolino Soče in Tolminom. Na sedlu je spomenik prvemu padlemu italijanskemu vojaku v prvi svetovni vojni. 

## Zgodovina
V 7. stoletju so Slovani oziroma zgodnji Slovenci oz. njihovi predniki zasedli in kolonizirali Nadiške doline.  V Furlaniji so imeli več spopadov z Langobardi z mešanim uspehom. Spopadi so se končali, ko sta obe skupnosti dosegli dogovor, po katerem so Slovanom prepustili hribovita območja. Slovanske skupnosti so imele na svojem zemljišču od Oglejskega patriarhata do padca Beneške republike ohranili avtonomno administracijo in nižje sodstvo v pristojnosti Beneških Slovencev. Ti privilegiji so bili kot priznanje za nadzor in obrambo meje na severo-vzhodu Furlanije, ki so jih opravljale lokalne milice, zato ustanovljene. 
Tako kot ostalo območje je bilo območje občine Dreka od leta 1420 v lasti Beneške republike. Območje je ostalo pod oblastjo Serenissime do leta 1797, ko je Beneška republika propadla. Od 1797 je po Campoformijskem miru območje pripadlo umetni habsburški tvorbi Beneško-Lombardskem kraljevstvu. Z Napoleonovo medigro je na Dunajskem kongresu 1815 območje do 1866 spadalo Avstriji; od leta 1866 je v Italiji. V neposredni bližini je potekala meja, zato se je že od leta 1908 pričelo na obeh straneh grebena Kolovrat graditi obsežne vojaško-obrambne sisteme ali obrambno linijo. Prva svetovna vojna je do danes pustila vidne sledi. 
Leta 1917 (24. oktobra) se je pričela bitka pri Kobaridu z močnim obstreljevanjem, nakar so Avstrijci z nepričakovanim napadom strli odpor italijanskih vojakov in zasedli vrhove Kolovrata in Matajurja. Te bitke pri Kobaridu se je odločilno udeležil Erwin Johannes Eugen Rommel, mladi poročnik nemške vojske - gorskega bataljona Wurttemberg, ki je zaslovel v drugi svetovni vojni kot nemški feldmaršal  z vzdevkom "Puščavska lisica". Po preboju v Tolminski kotlini ob zori 24. oktobra, je bil Rommel s svojimi 200 vojaki, eden od glavnih protagonistov osvojitve Kolovrata, Livških Ravn in na koncu še vrha Matajurja. S tem podvigom si je prislužil najvišje nemško odlikovanje »Pur la Mérite«. Najhujši boji, v katere so bili vpleteni italijanski vojaki pod vodstvom generala Cadorne na Kolovratu, so bili v obdobju med 24. in 26. oktobrom 1917, ki ga danes poznamo kot »Kobariški poraz«, ali »Čudež pri Kobaridu«. 24. oktobra je namreč nemško-avstrijska vojska začela napad v Bovški kotlini in uničila italijansko obrambo.
Na področju Na Gradu Klabuk je na pobudo lokalne skupnosti realiziran čezmejni muzej na prostem, kjer se lahko ogleda sistem jarkov, predorov in bunkerjev.

## Demografsko upadanje
Kot je razvidno iz diagrama se od srede dvajsetega stoletja lokalno prebivalstvo vse bolj zapušča območje občine. Na začetku je šlo za izseljevanje v druge italijanske regije z več zaposlitvenih možnosti, kasneje pa v tujino (Belgijo, Kanado, Avstralijo); Po izselitvi mladih, pa ti sedaj dajejo prednost delu v bližini, predvsem v Furlaniji. 

## Foto galerija
- Cerkev v Svet Štuoblank
- Mesto Brieg